# اسماعیل قادرپناه
اسماعیل قادرپناه (زادهٔ ۳۰ فروردین ۱۳۲۰ – درگذشتهٔ ۸ اردیبهشت ۱۳۹۳) گویندهٔ رادیو و دوبلور ایرانی و عضو انجمن گویندگان و سرپرستان گفتار فیلم بود.

## زندگی‌نامهٔ حرفه‌ای
او از سال ۱۳۴۰ در عرصهٔ گویندگی فعالیت داشت و از رادیو سنندج به دوبله وارد شد. قادرپناه در دوران جنگ ایران و عراق گویندهٔ اطلاعیه‌ها بود. او همچنین در فیلم سینمایی دادستان (۱۳۷۰) به ایفای نقش پرداخت. از دیگر فعالیت‌های او می‌توان به قرائت ترجمهٔ فارسی قرآن کریم اشاره کرد.

## مرگ
وی در تاریخ دوشنبه ۸ اردیبهشت ۱۳۹۳ در ۷۳سالگی بر اثر بیماری‌های کلیوی، قلب و ریه درگذشت.

## گرامیداشت
در برنامهٔ تلویزیونی «زنده باد زندگی»، که در تاریخ ۱۷ اردیبهشت ۱۳۹۳ و از شبکهٔ دوم سیما پخش شد، با حضور جمعی از گویندگان برجستهٔ رادیو ضمن تجلیل از برخی پیشکسوتان صدا، یادی هم از اسماعیل قادرپناه شد.

## قسمتی از آثار (صداپیشگی)
- گویندگی شاهنامهٔ فردوسی
- گویندگی دیوان حافظ
- گویندگی اشعار مولانا
- برنامهٔ «ندای وحی» (ترجمهٔ سوره‌های قرآن کریم)
- گویندگی بخش‌هایی از مستندهای تاریخی، علمی، و حیات وحش تلویزیون ایران
- صداپیشگی در مجموعهٔ تلویزیونی مریم مقدس
- گویندگی در رادیو تلاوت[۶]
- صداپیشگی در مجموعهٔ تلویزیونی پهلوانان نمی‌میرند، برای شخصیت «مرشد هاشم»
- گویندگی در برنامهٔ رادیویی تقویم تاریخ
- صداپیشگی نقش‌های فرعی در مجموعهٔ تلویزیونی خارجی گیوم تِل

## بازیگر
- دادستان (۱۳۷۰)[۱]